# Marco Piva
Marco Piva (Milano, 15 febbraio 1952) è un designer e architetto italiano.

## Biografia
Si laurea nel 1976 in architettura al Politecnico di Milano e in seguito fonda con un gruppo di studenti universitari lo Studiodada Associati.
Nel 1990 dà il via al proprio studio di progettazione, la cui attività spazia dall'architettura, al design degli interni, al masterplan, realizzando numerosi progetti in tutto il mondo. Dal 1987 al 1990 è stato membro del Consiglio di presidenza dell'Associazione per il disegno industriale (ADI), in concomitanza con questo incarico, sempre nel 1987 fonda IDA, International Design Agency, interfaccia italiana del World Design Network. Nel 2002 da inizio ad "Atelier Design", branca del proprio studio interamente dedicata al lighting design, al disegno industriale e al conseguente sviluppo del prodotto. Dal 1999 affianca l'attività professionale con ruoli di docenza in università e istituti di design sia in Italia sia all'estero, e dall'organizzazione di Master post laurea presso il Politecnico di Milano
, la Scuola Politecnica di Design e l'Istituto Europeo di Design.
Assieme ad un novero ristretto di architetti di livello internazionale è considerato uno degli archistar contemporanei.

## Opere e riconoscimenti

### Selezione di opere di urbanistica realizzate
- Osaka Gas Corporation Ltd. “Building”– Osaka, interior design, 1992-1994[7]
- Hotel Carrobbio – Milano, Interior Design, 1997-1999
- Eurocongressi Hotel – Cavaion – Verona, Interior Design, 1998-2000
- Starhotel Michelangelo – Firenze, Inteior Design, 1998-2000
- Hotel dei Cavalieri Milano, (7th floor and meeting rooms interior design, 2000-2002)
- Laguna Palace Hotel – Venezia, Architettura & Interior Design, 2000-2002[8]
- Hotel Mirage – Kazan', Russia Architecture & Interior Design, 2001-2003[9]
- Port Palace Monaco - principato di Monaco, Interior Design, 2002-2004[10]
- T Hotel Cagliari, 2003-2005[11]
- Club Med – Caprera, Master Plan Concept, 2006[12]
- Porto Dubai – Dubai, Master Plan, 2006[13]
- Tiara Hotel – Dubai, Interior Design, 2006-2010[14]
- Hotel Residence Le Terrazze - Villorba, Architettura, 2006-2011[15][16][17]
- Move Hotel – Mogliano Veneto Architettura, Interior & Light Design, 2009-2011[18]
- Complessi residenziali a Milano progettati con Zaha Hadid e Daniel Libeskind, 2010-2013[19]
- Hotel Excelsior Gallia, Milano, Architecture, Landscape, Lighting, Interior Design, 2010-2015[20][21][22][23]
- Pechino Feng-Tai Financial District, Concept design, Master Plan, 2011[24][25]
- Rawdhat Residential Buildings - Abu Dhabi, 2012[26]
- Bulgari, store concept design, 2012-2014[27]
- Lounge Casa Alitalia Roma Fiumicino e Milano Malpensa, 2016[28][29][30]
- The Pantheon Iconic Hotel, Roma, 2018[31][32]
- Hotel La Suite Matera, 2019[33]
- Palazzo Touring Club, Milano, 2021[34][35][36]
- Palazzo Nani, Venezia, 2021[37][38]

### Selezione di opere in corso
- Tonino Lamborghini Towers – Chengdu, China Interior Design[39][40]
- Princype Residential Complex – Milan, Italy Architecture & Interior Fit out[41][42]

### Selezione di collaborazioni per Product design
Arflex, Deko Collezioni, Cassina, Poltrona Frau, Jacuzzi, La Murrina, Pedrali, Rubinetterie Stella, Italamp, Moroso, Tisettanta, iGuzzini, Mandelli1953 e altri.

### Riconoscimenti
- Menzione d'Onore Compasso d'Oro ADI XXII Edizione[44]
- ADI Design Index 2010, Categoria “Design per l'Abitare” – Ciuri MGM Furnari[45]
- World Travel Awards per l'Excelsior Hotel Gallia, 2015-2016-2017-2018-2019[46]
- Good Design Award, 2017 maniglia ZEIT per Mandelli1953[47]
- ADI Design Index, 2017, Categoria “Exhibition”, Designing the Complexity
- IF Design Award, 2018, radiatore Book design per Caleido
- China Awards 2018: Capital Elite award for the urban development in China[48]
- Wallpaper Design Awards, 2019, Categoria Dream Factory, Marty, Visionnaire[49]
- Luxury Lifestyle Awards, 2020, categoria “Best Luxury Architect and Interior Design Studios in Milan, Italy”[50]